# Czerbaj (rejon jadriński)
Czerbaj (ros. Чербай) – wieś (dieriewnia) w Rosji, w Czuwaszji, w rejonie jadrińskim. W 2010 liczyła 370 mieszkańców.